# Francesc Xavier Lamuela García
Francesc Xavier Lamuela Garcia (Barcelona, 1950) és un lingüista català. Doctorat en filologia romànica, ha estat professor de la Universitat de Tolosa de Llenguadoc i actualment és catedràtic a la Universitat de Girona. També ha treballat a la Universitat Autònoma de Barcelona, a la Universitat de Lleida i a la Universitat de Manchester.
Va treballar en la Comissió encarregada de la codificació lingüística de l'occità de la Vall d'Aran i en la comissió per a la codificació del friülà. Va ser president del Consell de la Llengua Occitana i responsable de la comissió que va portar a terme la codificació lingüística de les varietats parlades a les Valls Occitanes d'Itàlia. Darrerament ha publicat gramàtiques de llengües d'immigració per al Departament de Benestar Social de la Generalitat de Catalunya com a eina de treball amb els immigrants. El 5 de desembre de 2022, el Govern de Catalunya el va guardonar amb el Prèmi Robèrt Lafont, per la defensa, projecció i promoció de la llengua occitana, juntament amb la periodista Lissa Escala.

## Obres
- Obra completa de Bernat Metge (edició) (1975) amb Lola Badia
- Teoria de la llengua literària segons Fabra (1984) amb Josep Murgades[1]
- Català, occità, friülà: llengües subordinades i planificació lingüística (1987)[1]
- La grafie furlane normalizade: Regulis ortografichis de lenghe furlane e sielte des formis gramaticâls dal furlan comun (1987)[1]
- Estandardització i establiment de les llengües (1994)[1]
- El berber (2001)[1]
- Morfologia verbau aranesa (2003) amb Verònica Barès, Jordi Suïls i Frederic Vergès[1]
- El romanès. Estudi comparatiu entre la gramàtica del català i la del romanès (Barcelona: Generalitat de Catalunya, 2005) amb Virgil Ani[1]